# John Allen (Fußballspieler, 1955)
John Allen (* 24. April 1955 in Coventry) ist ein ehemaliger englischer Fußballspieler.

## Karriere
Allen spielte für Hinckley Athletic in der West Midlands (Regional) League, bevor er 1978 zu Leicester City kam. Dort blieb der Mittelstürmer ohne Pflichtspieleinsatz für das Profiteam, im Mai 1980 schloss er sich dem Viertligisten Port Vale an. Nach seinem Debüt im August 1980 bei einer 2:3-Niederlage gegen die Tranmere Rovers im League Cup, kam Allen in den folgenden Monaten regelmäßig zum Einsatz und erzielte in 18 Ligapartien vier Treffer. Nachdem er zuletzt im Januar 1981 in einer Partie zum Einsatz gekommen war, kehrte Allen in der Folgesaison in den Non-League football zurück und spielte fortan wieder für Hinckley Athletic.